# Guillermo Gortázar
Guillermo Gortázar Echeverría, né le 20 juillet 1951 à Vitoria, est un homme politique espagnol membre du Parti populaire (PP).

## Biographie
Guillermo Gortázar Echeverría naît le 20 juillet 1951 à Vitoria. Il est député de Barcelone entre 1993 et 2001, année où il démissionne au profit de José Luis Ayllón. Il est l'époux de Pilar del Castillo,.